# Nicolae Linca

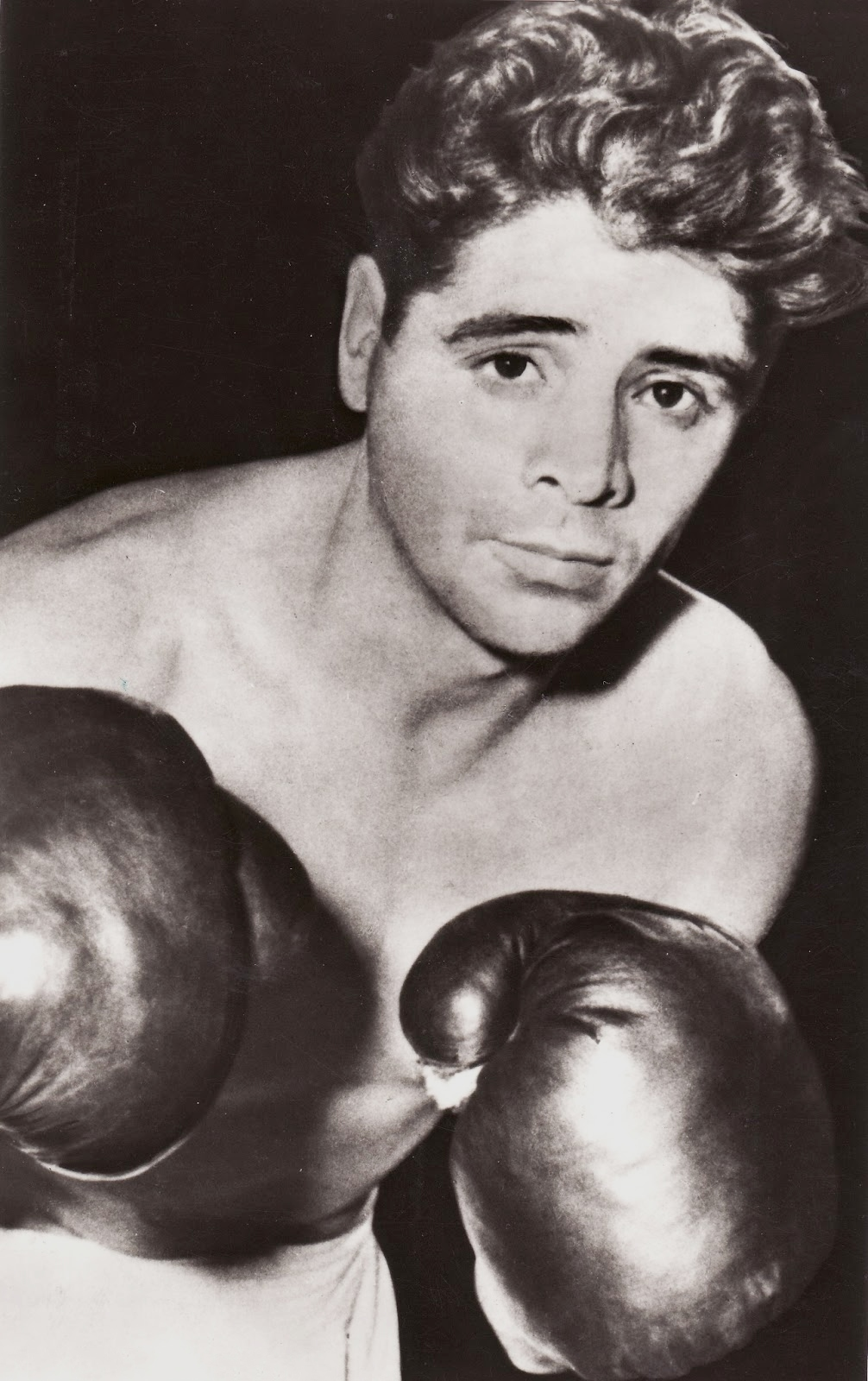
Nicolae Linca

Nicolae Linca (* 1. Januar 1929 in Cergăul Mare, Kreis Alba; † 27. Juni 2008 in Feisa, Kreis Alba) war ein rumänischer Boxer im Amateurbereich.
Nicolae Linca feierte seinen ersten großen Erfolg als Sieger der Bronzemedaille im Weltergewicht bei den Boxeuropameisterschaften 1953 in Warschau. Zwei Jahre später wiederholte er diesen Erfolg bei den Boxeuropameisterschaften 1955 in West-Berlin. Den größten Erfolg erreichte er ein Jahr später, als er bei den Olympischen Spielen von Melbourne nach Siegen gegen Hector Hatch, Nicholas Andre, Nicholas Gargano und im Finale mit gebrochener rechter Hand gegen Frederick Tiedt die Goldmedaille gewann. Tiedt bekam insgesamt mehr Punkte, doch sahen drei der fünf Ringrichter Linca vorn. Er ist bis heute der einzige Rumäne, der eine olympische Goldmedaille im Boxen gewinnen konnte. Linca starb im Alter von 79 Jahren, nachdem er zuvor mehrere Jahre an der Alzheimer-Krankheit und der Parkinson-Krankheit litt.